# سیمز تاونشیپ (شهرستان همیلتون، اوهایو)
سیمز تاونشیپ (به انگلیسی: Symmes Township) یک منطقهٔ مسکونی در ایالات متحده آمریکا است که در شهرستان همیلتون، اوهایو واقع شده‌است. سیمز تاونشیپ ۲۲٫۴ کیلومتر مربع مساحت و ۱۴٬۶۸۳ نفر جمعیت دارد و ۲۲۴ متر بالاتر از سطح دریا واقع شده‌است.